# 桃園市政府辦公大樓
24°59′37″N 121°18′04″E / 24.9936281°N 121.3009798°E
桃園市政府辦公大樓，位於臺灣桃園市桃園區。辦公大樓分為前後兩棟，呈「工」字形，左右對稱，以中央走廊相連接:75，南側前棟高8層，北側後棟17層，外觀宏偉簡潔，屋頂設有空中花園:75:398。

1950年桃園縣從新竹縣析置後，桃園縣政府仍沿用原新竹縣政府時期使用的原桃園郡役所廳舍辦公:51。於1960年代有遷建大樓之議，但桃園縣議會對新縣府的地點始終爭議不絕，歷經許新枝、吳伯雄、許信良等縣長仍未定案:7。
新縣府大樓的工程終於1978年7月葉國光代理縣長時開工興建，主體建築物由三大聯合建築師事務所設計，外觀略成倒階梯狀:398，工程耗時2年，縣政府各單位分批遷入。1980年遷建完成，時稱桃園縣政府辦公大樓；10月31日舉行落成啟用典禮，中華民國總統蔣經國以及中華民國中央政府、省級首長民意代表等1,000餘人蒞臨參觀:60。

1991年劉邦友縣長在任時，增建後段辦公大樓，地上17層，1994年竣工:89:68-69，為1990年代時台灣建築高度最高的地方政府辦公廳舍。

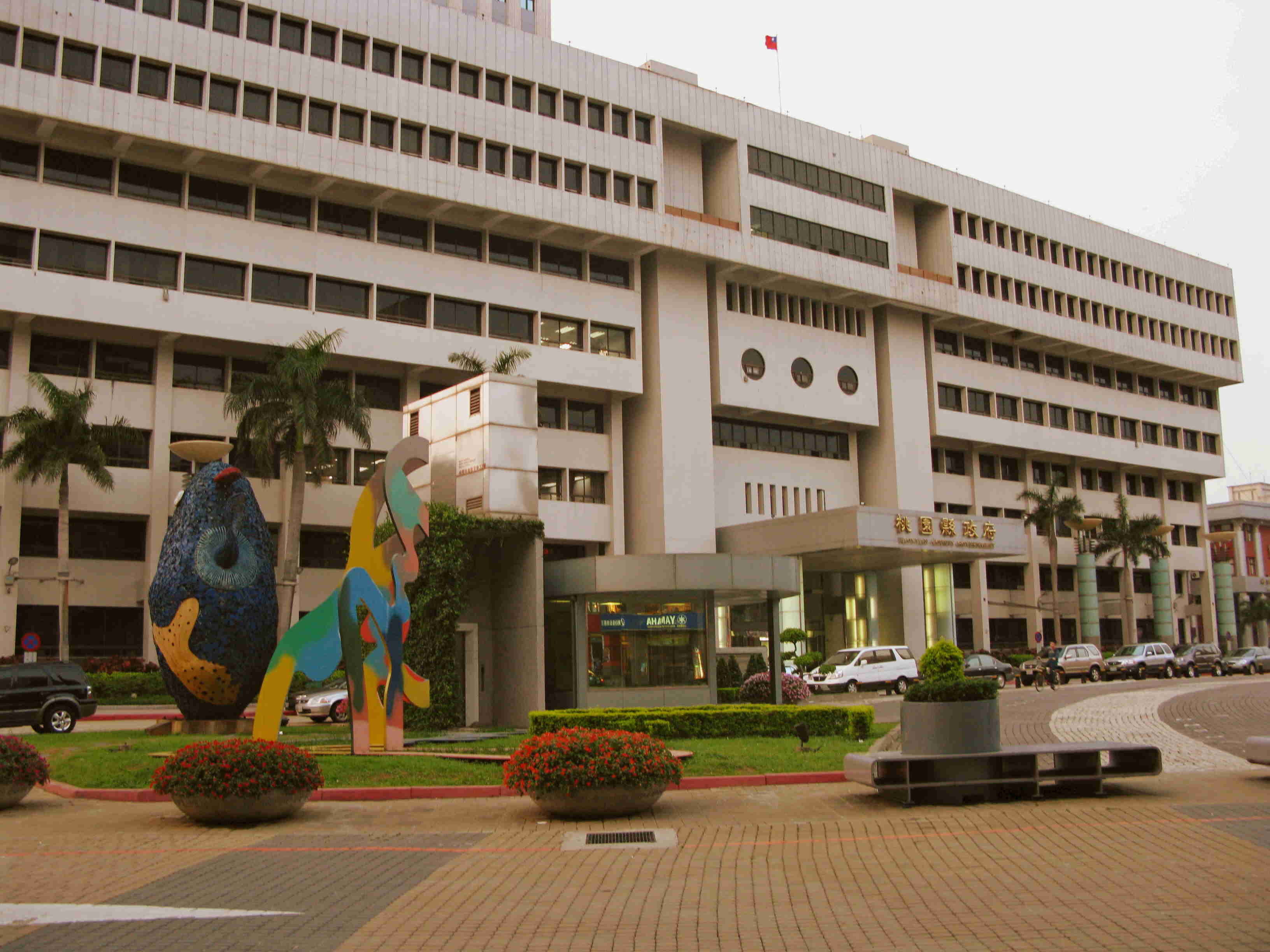
2008年4月的桃園縣政府大樓

桃園縣政府時代，桃園縣縣政大樓位於位於桃園縣桃園市縣府路1號，與周圍的政府建築群組成桃園縣政府行政園區:68-69。2014年12月25日，桃園縣改制為直轄市，縣府也隨之改為桃園市政府。

## 另見
- 桃園郡役所
- 波士頓市政廳